# Bula de composición

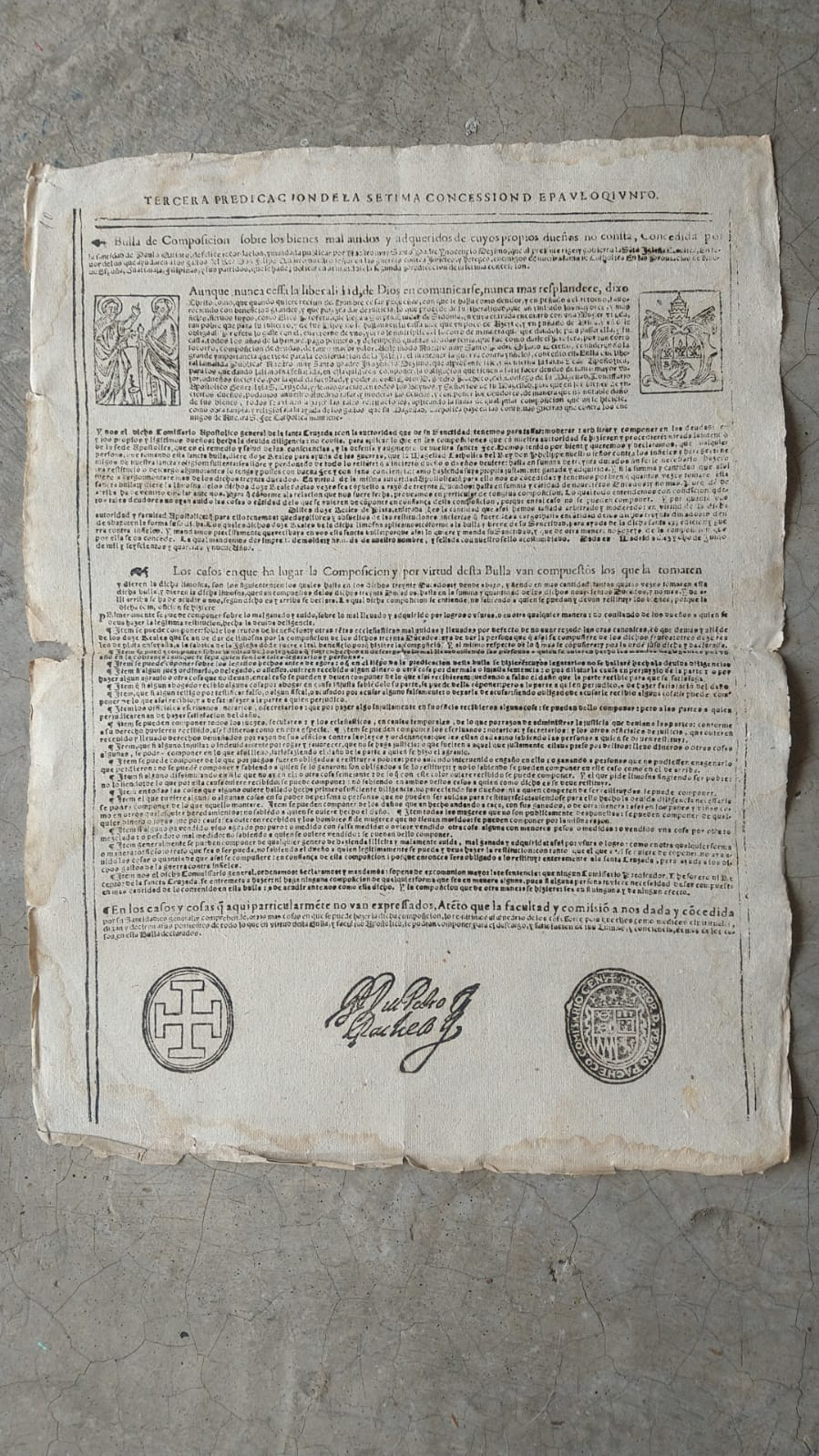
Bula de Composición. S.XVII

Es llamada bula de composición a la que daba el comisario general de Cruzada en virtud de la facultad que tiene del sumo pontífice a los que poseen bienes ajenos cuando no les consta el dueño de ellos.
Por esta bula se concedía al que la tomase el que pueda componerse con lo hurtado o lo mal adquirido no sabiendo el dueño a quien se ha de hacer la restitución después de haber hecho las diligencias de buscarlo. Asimismo podía componerse el eclesiástico por lo que podía restituir por no haber rezado cumplidamente las horas canónicas del oficio divino a que está obligado pero no le valdría si dejara de rezar en la confianza de componerse con la bula. Por cada bula, sin distinción de personas, se había de dar lo que ella señalara y podían tomarse hasta 50 bulas al año. Y si la cantidad hurtada o mal adquirida fuese más y lo quisiere componer podría acudir y componerse con el comisario general de la Cruzada para que le diera más bulas por medio de un memorial lo que podría hacer el párroco o confesor por no descubrir la parte, cuyo nombre se ponía en dicha bula que luego se rompía e inutilizaba. 
Aunque la facultad de «componer» era una prerrogativa del sumo pontífice, durante la Edad Moderna en los dominios españoles, se delegó en el comisario general de Cruzada y este, a su vez, en los comisarios subdelegados de Cruzada que lo representaban en cada diócesis.